# James Finlayson
James Henderson Finlayson (Falkirk, 27 de agosto de 1887 – Los Angeles, 9 de outubro de 1953) foi um ator escocês. Em alguns filmes, seu nome é creditado como Jimmy Finlayson.

## Vida
Nascido em Falkirk, começou a carreira no teatro em 1910. Chegou aos Estados Unidos em 1912 para trabalhar na Broadway, mas abandonou a companhia teatral de Graham Moffat para seguir uma carreira em Hollywood, quando a turnê fez uma escala na Califórnia, em 1916, ficando em companhia do seu irmão mais novo, que era técnico de câmera em Hollywood.
Na Califórnia, começou a trabalhar na "L-KO Kompany" e em 1919, entrou para a Mack Sennett Comedies Corporatione tornando-se o vilão das comédias envolvendo Keystone Cops. Na década de 1920, foi contratado pela Hal Roach Studios, onde passou a contracenar com Laurel & Hardy. Entre 1927 e 1940, atuou em mais de 30 filmes da dupla.
Também trabalhou para a MGM e 20th Century-Fox, atuando em filmes como Hollywood Cavalcade, The Perils of Pauline, Here Comes the Groom ou Royal Wedding. Seu último trabalho foi o curta-metragem "Here We Go Again", de 1953.
No dia 9 outubro de 1953, foi encontrado morto em sua residência, quando foi constatado ter sofrido uma ataque cardíaco.

## Expressão
| “ | D'ooooh-oh! | ” |

Finlayson foi o criador de uma famosa expressão de raiva que na década de 1990, foi adotado pelo personagem Homer Simpson. Com a popularidade do seriado Os Simpsons, a expressão virou verbete no Oxford Dictionary of English, porém, o longo e prolongado "D'ooooh!" foi criado na década de 1920.
Ele inventou a palavra como um substituto para "Droga!", porque os institutos de censura cinematográfica da época, proibiam palavras que significassem maldizer ou efeito de amaldiçoar.

## Filmografia
| Ano  | Título                            |
| ---- | --------------------------------- |
| 1920 | Down on the Farm                  |
| 1920 | Married Life                      |
| 1920 | Love, Honor and Behave            |
| 1921 | A Small Town Idol                 |
| 1921 | Home Talent                       |
| 1922 | The Crossroads of New York        |
| 1923 | The Noon Whistle                  |
| 1923 | White Wings                       |
| 1923 | Pick and Shovel                   |
| 1923 | Oranges and Lemons                |
| 1923 | Hollywood                         |
| 1923 | A Man About Town                  |
| 1923 | Roughest Africa                   |
| 1923 | Frozen Hearts                     |
| 1923 | The Whole Truth                   |
| 1923 | The Soilers                       |
| 1923 | Scorching Sands                   |
| 1923 | Mother's Joy                      |
| 1924 | Smithy                            |
| 1924 | Postage Due                       |
| 1924 | Zeb vs. Paprika                   |
| 1924 | Brothers Under the Chin           |
| 1924 | Wide Open Spaces                  |
| 1924 | Rupert of Hee Haw                 |
| 1924 | Our Congressman                   |
| 1924 | Short Kilts                       |
| 1924 | Near Dublin                       |
| 1925 | The Haunted Honeymoon             |
| 1925 | Innocent Husbands                 |
| 1925 | Welcome Home                      |
| 1925 | Yes, Yes, Nanette                 |
| 1926 | Madame Mystery                    |
| 1926 | Dizzy Daddies                     |
| 1926 | Wife Tamers                       |
| 1926 | Ukulele Sheiks                    |
| 1926 | Thundering Fleas                  |
| 1926 | Raggedy Rose                      |
| 1927 | Seeing the World                  |
| 1927 | One Hour Married                  |
| 1927 | The Honorable Mr. Buggs           |
| 1927 | The Second Hundred Years          |
| 1927 | No Man's Law                      |
| 1927 | Love 'em and Weep                 |
| 1927 | With Love and Hisses              |
| 1927 | Do Detectives Think?              |
| 1928 | Bachelor's Paradise               |
| 1928 | Ladies' Night in a Turkish Bath   |
| 1928 | Lady Be Good                      |
| 1928 | Show Girl                         |
| 1929 | Liberty                           |
| 1929 | Big Business                      |
| 1929 | Two Weeks Off                     |
| 1929 | Hard to Get                       |
| 1929 | Wall Street                       |
| 1930 | Night Owls                        |
| 1930 | Young Eagles                      |
| 1930 | The Dawn Patrol                   |
| 1930 | For the Defense                   |
| 1930 | El príncipe del dólar             |
| 1930 | Chercheuses d'or                  |
| 1930 | Feet First                        |
| 1930 | Another Fine Mess                 |
| 1931 | Chickens Come Home                |
| 1931 | Politiquerías                     |
| 1931 | Our Wife                          |
| 1931 | Pardon Us                         |
| 1931 | One Good Turn                     |
| 1931 | Hasty Marriage                    |
| 1932 | Thunder Below                     |
| 1932 | Pack Up Your Troubles             |
| 1932 | Zwei Ritter ohne Furcht und Tadel |
| 1933 | Me and My Pal                     |
| 1933 | His Silent Racket                 |
| 1933 | Fra Diavolo                       |
| 1933 | Mush and Milk                     |
| 1934 | Trouble in Store                  |
| 1934 | The Girl in Possession            |
| 1934 | Oh No Doctor!                     |
| 1934 | Dick Turpin                       |
| 1934 | Nine Forty-Five                   |
| 1934 | What Happened to Harkness?        |
| 1934 | Father and Son                    |
| 1934 | Big Business                      |
| 1935 | Thicker Than Water                |
| 1935 | Handle with Care                  |
| 1935 | Who's Your Father                 |
| 1935 | Bonnie Scotland                   |
| 1935 | Manhattan Monkey Business         |
| 1935 | Life Hesitates at 40              |
| 1936 | The Bohemian Girl                 |
| 1936 | Our Relations                     |
| 1937 | Way Out West                      |
| 1937 | Pick a Star                       |
| 1937 | The Toast of New York             |
| 1937 | All Over Town                     |
| 1937 | This Way Please                   |
| 1937 | Angel                             |
| 1937 | Wise Girl                         |
| 1938 | Block-Heads                       |
| 1938 | Carefree                          |
| 1939 | Hollywood Cavalcade               |
| 1939 | The Flying Deuces                 |
| 1939 | Raffles                           |
| 1939 | The Great Victor Herbert          |
| 1939 | A Chump at Oxford                 |
| 1940 | Saps at Sea                       |
| 1940 | Foreign Correspondent             |
| 1941 | Nice Girl?                        |
| 1941 | One Night in Lisbon               |
| 1941 | New Wine                          |
| 1942 | To Be or Not to Be                |
| 1942 | Yanks Ahoy                        |
| 1946 | Two Sisters from Boston           |
| 1946 | She-Wolf of London                |
| 1946 | Till the Clouds Roll By           |
| 1947 | Thunder in the Valley             |
| 1947 | The Perils of Pauline             |
| 1948 | Julia Misbehaves                  |
| 1948 | Grand Canyon Trail                |
| 1948 | Hills of Home                     |
| 1949 | Challenge to Lassie               |
| 1951 | Here Comes the Groom              |
| 1951 | Royal Wedding                     |